# جهاد ذكري
جهاد عبد اللطيف ذكري، لاعب كرة قدم سعودي ، يلعب في نادي القادسية.

## روابط خارجية
- جهاد ذكري على موقع Soccerway.com (الإنجليزية)
- جهاد ذكري على موقع كووورة